# Sertularia mertoni
Sertularia mertoni is een hydroïdpoliep uit de familie Sertulariidae. De poliep komt uit het geslacht Sertularia. Sertularia mertoni werd in 1923 voor het eerst wetenschappelijk beschreven door Stechow & Müller. 